# 브로큰 플라워
《브로큰 플라워》(영어: Broken Flowers)는 2005년 개봉한 프랑스, 미국의 코미디, 드라마 영화이다. 짐 자무시가 감독과 각본을 맡았다. 돈 후안 전설을 모티브로 했다. 제58회 칸 영화제에서 심사위원대상을 받았다.

## 출연

### 주연
- 빌 머레이

### 조연
- 제프리 라이트
- 샤론 스톤
- 프란시스 콘로이
- 제시카 랭
- 틸다 스윈튼
- 줄리 델피
- 마크 웨버
- 클로에 세비니
- 크리스토퍼 맥도날드
- 알렉시스 지에나

## 기타
- 공동제작: 앤 루아크
- 미술: 마크 프리드버그
- 의상: 존 A. 던
- 배역: 엘렌 루이스